# بردیش چیگر
بردیش چیگر (انگلیسی: Bardish Chagger) سیاستمدار کانادایی عضو حزب لیبرال کانادا است. وی هم‌چنین وزیر تجارت خرد و جهانگردی و نماینده منطقه واترلو در پارلمان کانادا است.